# Luigi Macchi (cyclisme)
Luigi Macchi, né le 19 septembre 1913 à Masnago en Lombardie et mort le 28 juillet 2003 à Varèse en Lombardie, est un coureur cycliste italien, professionnel de 1933 à 1940.

## Palmarès

### Palmarès amateur
- 1932
  - Bassano-Monte Grappa
  - 4e du championnat du monde sur route amateurs

### Palmarès professionnel
- 1933
  - 1re étape du Tour de Suisse
  - 3e des Trois vallées varésines
- 1934
  - 2e du championnat d'Italie de cyclo-cross
- 1935
  - 3e de la Coppa Zucchi
- 1937
  - 8e du Milan-San Remo
  - 10e du Tour de Lombardie
- 1938
  - 7e du Tour de Lombardie

## Résultats sur les grands tours

### Tour d'Italie
6 participations
- 1933 : 30e
- 1934 : abandon (9e étape)
- 1936 : 20e
- 1937 : abandon (12e étape)
- 1938 : 45e
- 1939 : abandon (3e étapes)